# Герцог да Виториа
Герцог да Виториа (порт. Duque da Vitória) — португальский дворянский титул. Он был создан 18 декабря 1812 года Жуаном де Браганса, регентом Португалии с 1792 года и будущим королем (1816—1826), для британского полководца и фельдмаршала Артура Уэлсли, 1-го герцога Веллингтона (1769—1852), который во главе английской армии вынудил французские войска очистить Португалию. Это был единственный в истории португальский герцогский титул, предоставленный иностранцу.
Ещё ранее Артур Уэлсли получил португальские титулы графа Вимейру (18 октября 1811 года) и маркиза Торриш-Ведраш (17 декабря 1812 года), которые позднее стали вспомогательными титулами герцога да Виториа. Кроме того, он получил титулы британского герцога Веллингтона, князя де Ватерлоо (Голландия и Бельгия), герцога де Сьюдад-Родриго и гранда Испании, а также другие титулы и награды Великобритании, Португалии, Нидерландах, Бельгии и Испании. Все эти титулы носят его наследники и в настоящее время.

## Герцоги да Виториа
- Артур Уэлсли, 1-й герцог Веллингтон (1769—1852), 1-й герцог да Виториа (1812—1852), третий сын Гаррета Уэлсли, 1-го графа Морнингтона (1735—1781)
- Артур Ричард Уэлсли, 2-й герцог Веллингтон (1807—1884), 2-й герцог да Виториа (1852—1884), старший сын предыдущего
- Генри Уэлсли, 3-й герцог Веллингтон (1846—1900), 3-й герцог да Виториа (1884—1900), второй сын генерал-майора лорда Чарльза Уэлсли (1808—1858), племянник предыдущего
- Артур Ричард Уэлсли, 4-й герцог Веллингтон (1849—1934), 4-й герцог да Виториа (1900—1934), младший брат предыдущего
- Чарльз Артур Уэлсли, 5-й герцог Веллингтон (1876—1941), 5-й герцог да Виториа (1934—1941), старший сын предыдущего
- Генри Уэлсли, 6-й герцог Веллингтон (1912—1943), 6-й герцог да Виториа (1941—1943), единственный сын предыдущего
- Джеральд Уэлсли, 7-й герцог Веллингтон (1885—1972), 7-й герцог да Виториа (1943—1972), третий сын Артура Уэлсли, 4-го герцога Веллингтона
- Валериан Артур Уэлсли, 8-й герцог Веллингтон (1915—2014), 8-й герцог да Виториа (1972—2014), единственный сын предыдущего
- Чарльз Артур Уэлсли, 9-й герцог Веллингтон (род. 1945), 9-й герцог да Виториа (2014 — настоящее время), старший сын предыдущего
  - наследник титула: Артур Джеральд Уэлсли, 10-й маркиз Торриш-Ведраш (род. 1978), старший сын предыдущего
    - наследник наследника: Дарси Артур Уэлсли, 10-й граф Вимейру (род. 2010), старший сын предыдущего.